# Dworzec Wileński (stacja metra)
Dworzec Wileński – stacja linii M2 metra w Warszawie. Znajduje się w dzielnicy Praga-Północ, leży pod ul. Targową, pomiędzy al. „Solidarności” i ul. Białostocką.
Pozwolenie na budowę stacji zostało wydane 3 czerwca 2011, ale właściwe prace budowlane rozpoczęto w grudniu 2011. W lutym i marcu 2013 ze stacji wystartowały dwie tarcze TBM drążące tunele pod Wisłą. W styczniu 2014 rozpoczęto zasypywanie stropów, a do końca września ukończono wszystkie prace budowlane, wykończeniowe i instalacyjne. 30 września 2014 wykonawca zgłosił obiekt jako gotowy do odbiorów technicznych, a 2 października zakończyły się zmiany w komunikacji naziemnej związane z budową przystanku. 13 lutego 2015 zostało wydane pozwolenie na użytkowanie stacji, a uruchomiona została ona 8 marca 2015.

## Historia

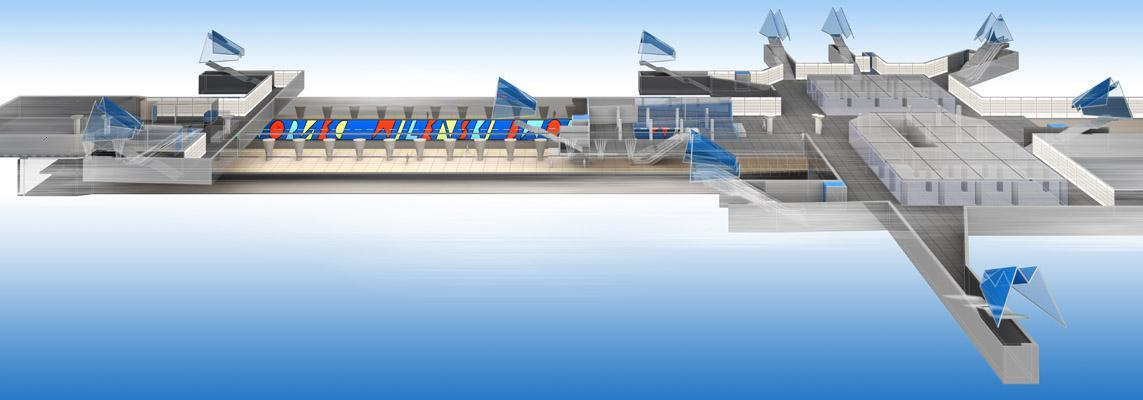
Wstępny projekt stacji autorstwa Andrzeja Chołdzyńskiego (2008)

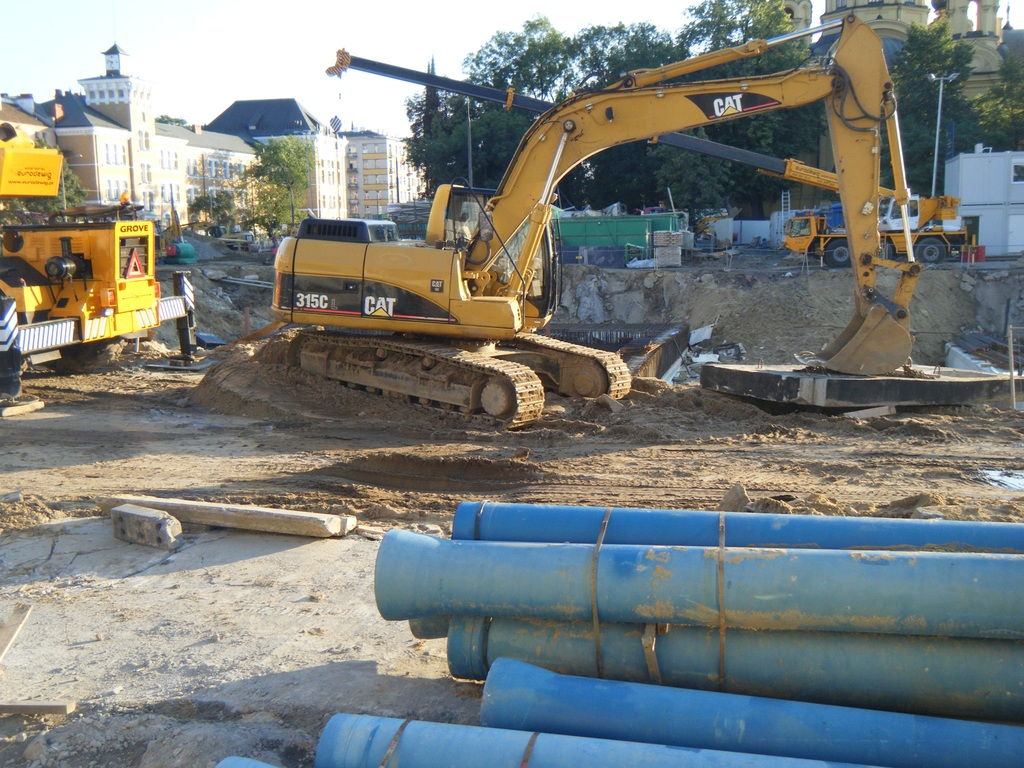
Plac budowy (7 sierpnia 2012)

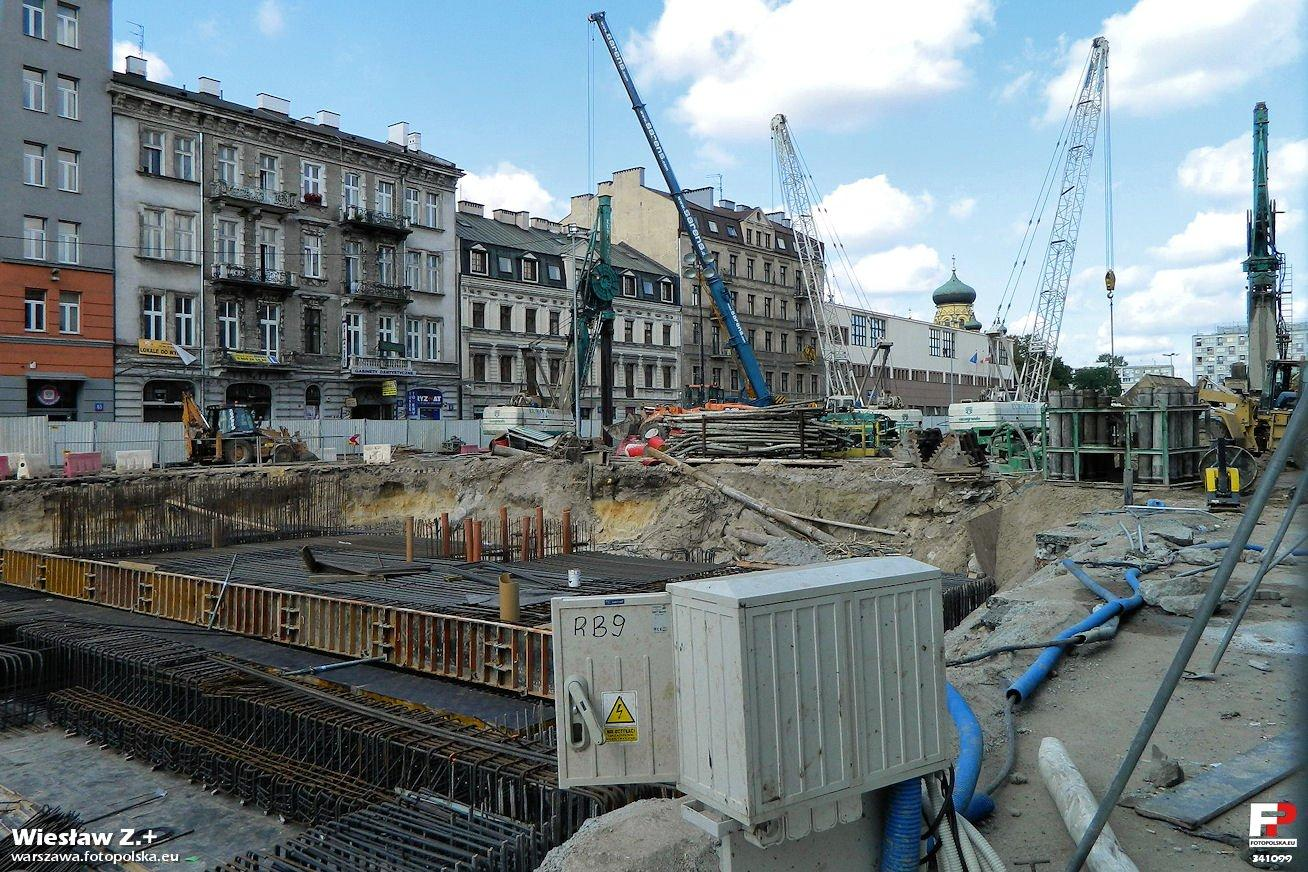
Plac budowy (2 września 2012)

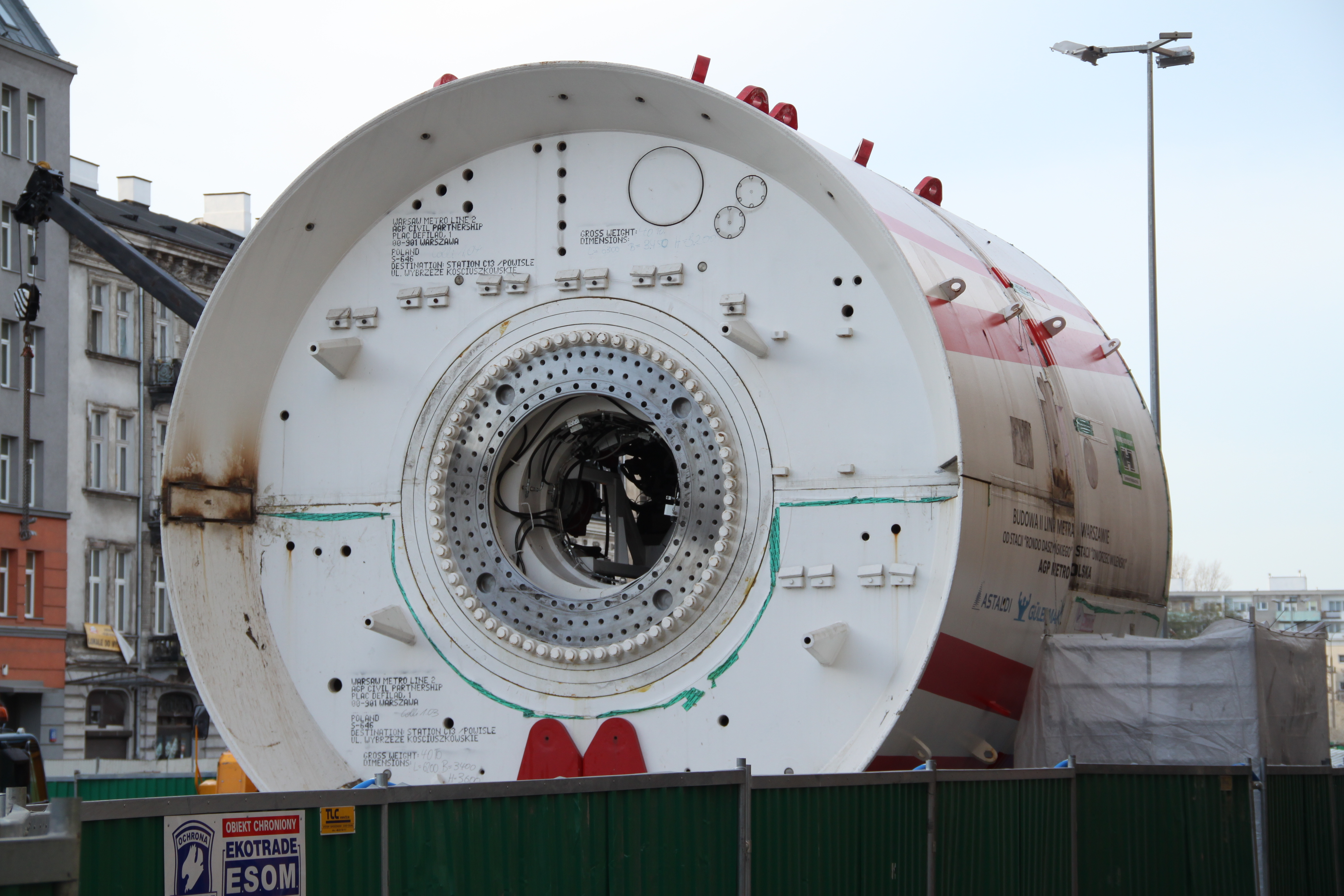
TBM na terenie stacji (11 listopada 2012)

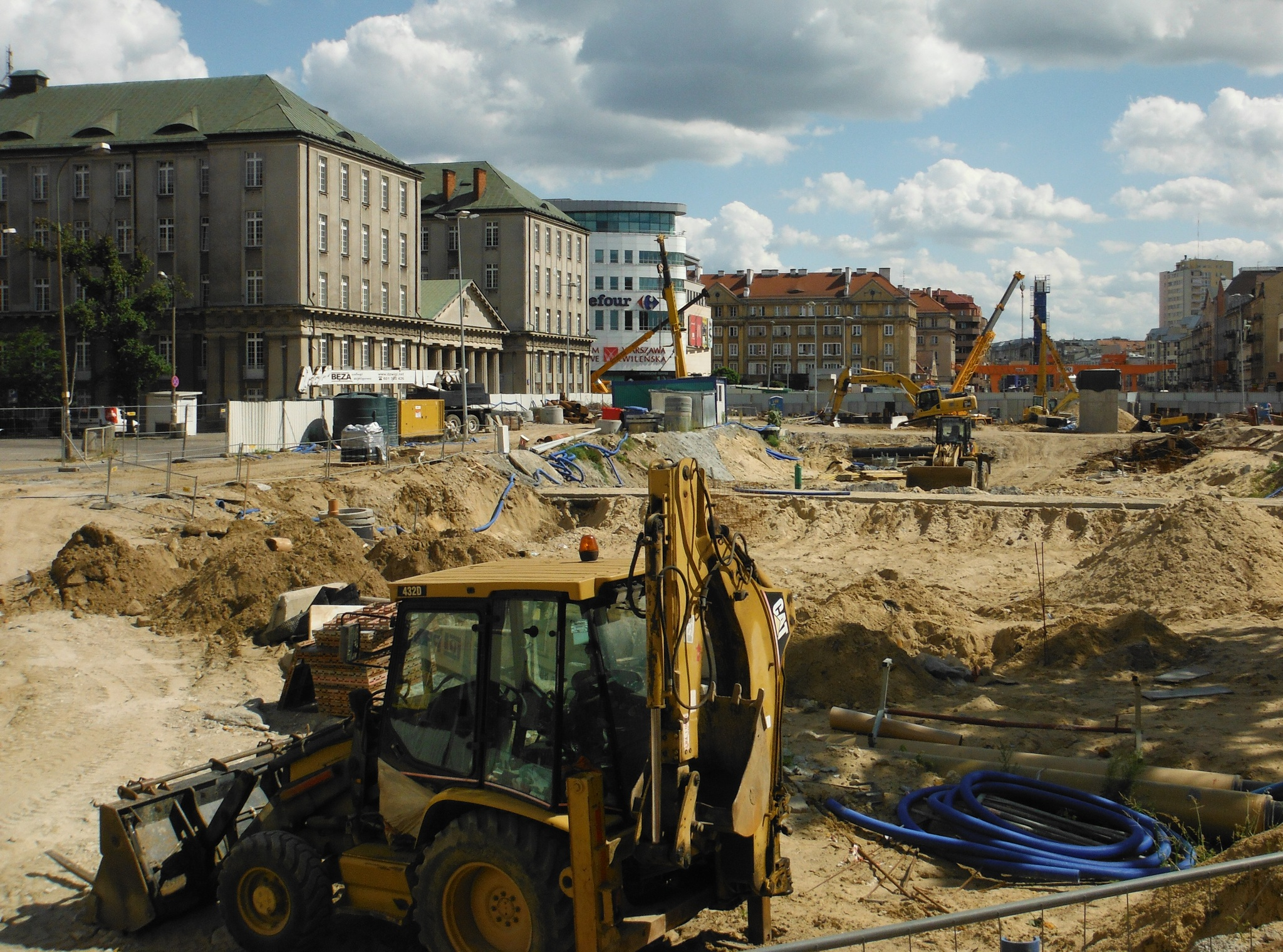
Budowa stacji (15 sierpnia 2013)

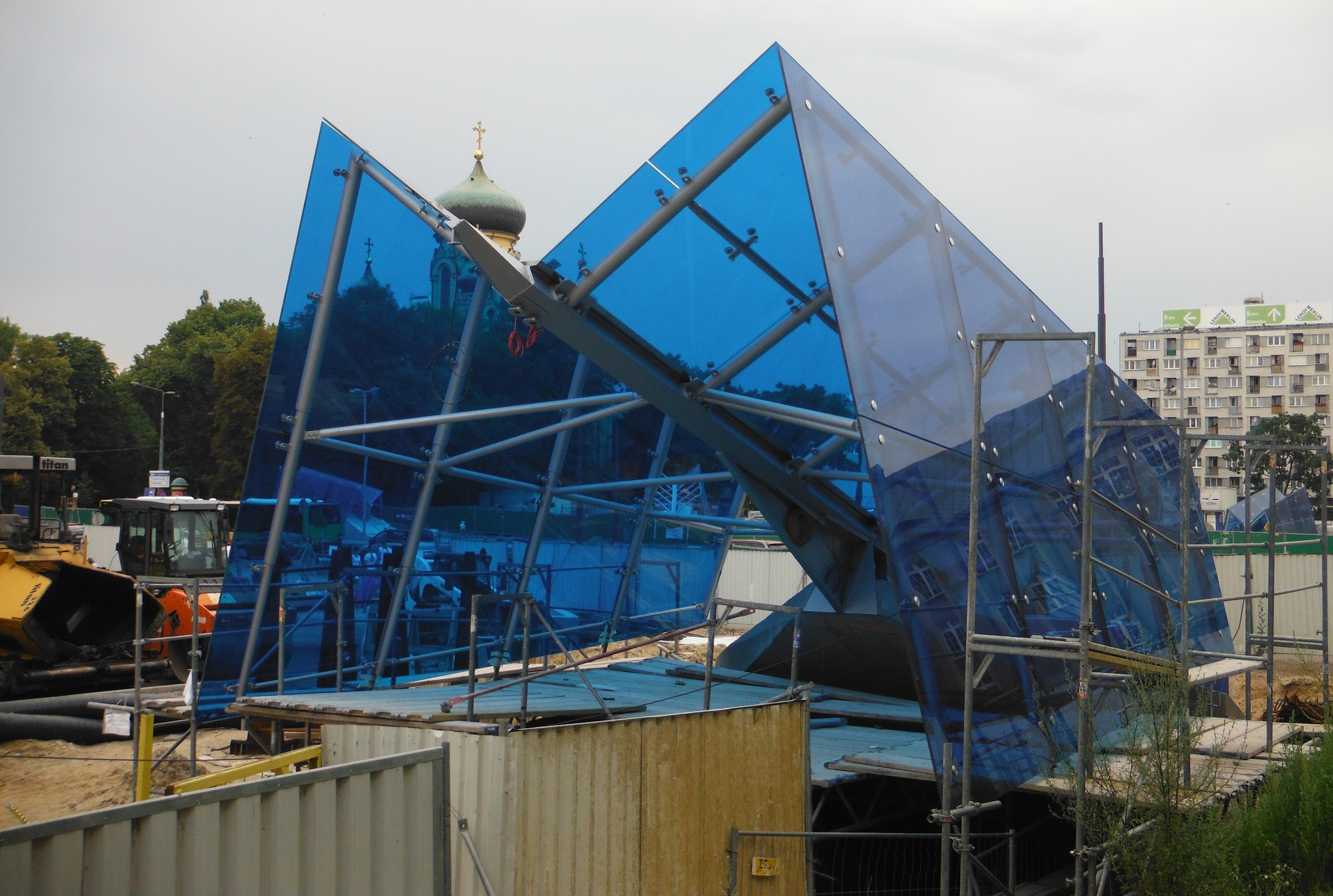
Szklane zadaszenie nad jednym z wejść (6 lipca 2014)

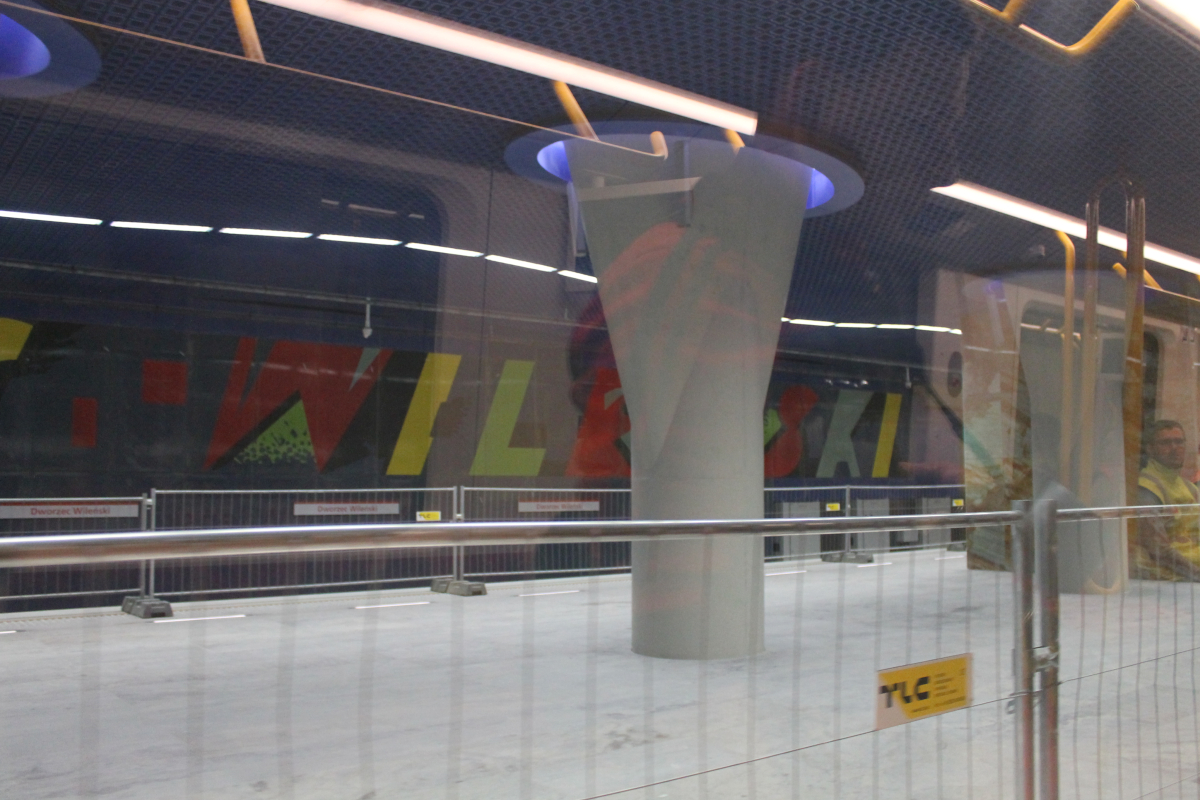
Peron w budowie (28 września 2014)

### Projekt
Projekt koncepcyjny centralnego odcinka II linii warszawskiego metra, w tym stacji, został opracowany we wrześniu 2008. Projektantem generalnym jest Andrzej Chołdzyński, z którym współpracowali inni architekci. Autorem opracowania graficznego jest Wojciech Fangor, natomiast projekt branż technicznych opracował Metroprojekt. W projekcie tym stacja otrzymała oznaczenie S13.
28 października 2009 wykonawcą stacji, będącej elementem centralnego odcinka II linii metra, zostało konsorcjum AGP Metro Polska. Dla budowy stacji wybrano metodę odkrywkową tzw. podstropową. Termin realizacji inwestycji określono wtedy na październik 2013. 24 listopada 2009 wykonawca powierzył biuru projektowemu ILF Consulting Engineers Polska realizację projektu budowlanego i wykonawczego stacji.
1 lutego 2010 stacji nadano robocze oznaczenie C15 i nazwę Dworzec Wileński.

### Budowa
8 lutego 2010 ustalono, że na stacji swą pracę dwukrotnie zakończy tarcza TBM3, która najpierw wydrąży biegnący pod Wisłą tunel południowy od stacji C13 Powiśle, a następnie zostanie zdemontowana, przeniesiona na teren stacji początkowej i wykona tunel północny na tej samej trasie. W lutym trwały również prace nad organizacją ruchu w rejonie pl. Wileńskiego, natomiast w maju kontynuowano te prace, a dodatkowo pracowano także nad nową lokalizacją pomnika Braterstwa Broni i terminem rozpoczęcia robót na stacji. 31 maja 2010 rozpoczęto badania geologiczne przy planowanej stacji, natomiast 25 sierpnia 2010 wykonawca złożył Metru Warszawskiemu do weryfikacji projekt budowlany stacji. We wrześniu i październiku pracowano nad zabezpieczeniami przeciwpowodziowymi stacji, w październiku również opracowano projekt stałej organizacji ruchu w okolicach terenu budowy stacji. 25 listopada 2010 nastąpiły zmiany w projekcie dotyczące m.in. zabezpieczeń terenu budowy z uwagi na bliskość zabudowy, lokalizacji wejść oraz przebudowy sieci podziemnych.
14 stycznia 2011 do wojewody mazowieckiego został złożony wniosek o pozwolenie na budowę stacji, natomiast 26 stycznia zaproponowano przeniesienie pomnika Braterstwa Broni z placu Wileńskiego na północną stronę ul. Świętych Cyryla i Metodego. Pod koniec lutego 2011 uzupełniono informacje wymagane do uzyskania pozwolenia na budowę, a w marcu trwały końcowe uzgodnienia czasowej organizacji ruchu przy stacji. 3 czerwca 2011 zostało wydane pozwolenie na budowę stacji.
W czerwcu 2011 dalej trwały uzgodnienia dotyczące organizacji ruchu w rejonie pl. Wileńskiego, przebudowywano lewoskręt torowiska z al. „Solidarności” w ul. Jagiellońską oraz rozpoczęto procedurę związaną z przeniesieniem pomnika Braterstwa Broni. 15 września 2011 zatwierdzony został projekt organizacji ruchu, którą wprowadzono 15 października. Zamknięta została część ul. Targowej na odcinku od ul. Białostockiej do ul. 11 listopada, a ponadto dla ruchu pojazdów indywidualnych zamknięto skrzyżowanie Targowej z „Solidarności”, most Śląsko-Dąbrowski, „Solidarności” od Szwedzkiej do Wisłostrady oraz Jagiellońską od Ratuszowej do ks. I.Kłopotowskiego. Pod koniec października na terenie budowy stacji obejmującym obszar ponad 47 000 m² rozpoczęto prace budowlane.
27 października 2011 zostało wydane pozwolenie na rozbiórkę pomnika Braterstwa Broni, która trwała od 8 do 10 listopada 2011. W styczniu 2012 trwały prace konserwatorskie posągu, po których zakończeniu posąg miał zostać przesunięty w kierunku ul. Świętych Cyryla i Metodego, około 80 m na północ względem pierwotnej lokalizacji. W nowym miejscu ustawiono cokół, jednak ostatecznie pomnik nie został na nim postawiony za sprawą podjętej pod koniec lutego 2015 uchwały Rady m.st. Warszawy. W styczniu również na terenie budowy stacji odnaleziono pocisk artyleryjski w al. „Solidarności” oraz 300 sztuk amunicji kalibru 7,92 mm w ul. Targowej.
W grudniu 2011 trwało głębienie ścian szczelinowych, które wykonywano również w nocy. Pod koniec stycznia 2012 zadecydowano, że ze stacji Powiśle wyruszy w stronę Pragi czwarta tarcza mająca za zadanie wydrążyć tunel północny pod Wisłą, natomiast tarcza trzecia wykona jedynie tunel południowy. Na przełomie stycznia i lutego na placu budowy stacji konstruowano strop górny torów odstawczych, realizowano ściany szczelinowe oraz barety pod strop stacji i torów odstawczych, natomiast w pozostałej części terenu budowy wykonywano wykopy pod fundamenty oraz skuwano ściany szczelinowe.
6 lutego 2012 podczas powiększania wykopu pod strop górny północnej części stacji robotnicy odkryli zniszczone pudełka z substancją wyglądającą na materiał wybuchowy. Prace wstrzymano, a o znalezisku powiadomiono policję i saperów, którzy zabrali pudełka z budowy. Materiałem odsłoniętym przez koparkę był amonit wyprodukowany w 1939 w Państwowej Wytwórni Prochu w Pionkach.
14 lutego 2012 zabetonowano pierwszą sekcję stropu torów odstawczych zlokalizowanych za stacją. Na początku czerwca 2012 zakończono betonowanie trzeciej sekcji stropu, w okolicach budynku poczty i powstających torów odstawczych ukończone były wszystkie ściany szczelinowe, a także rozpoczęto prace przy stropie pośrednim. W lipcu 2012 po południowo-wschodniej stronie budowy trwało skuwanie ścian szczelinowych na wysokości przyszłej płyty pośredniej kondygnacji -1, natomiast na północnym zachodzie wykonywano ostatnie barety i sekcje ścian szczelinowych torów odstawczych. 22 sierpnia 2012 wykonawca, w związku z wypadkiem na stacji Powiśle, zdecydował, że tarcze drążące tunele pod Wisłą nazwane Wisła I i Wisła II rozpoczną swą pracę na stacji Dworzec Wileński. 27 sierpnia 2012 została otwarta al. „Solidarności”, natomiast pod koniec września 2012 wykonane były dwie sekcje stropu górnego stacji w części południowej, zakończono wykop na poziomie kondygnacji -2 w części północnej stacji oraz były gotowe wszystkie sekcje płyty górnej torów odstawczych. Na przełomie listopada i grudnia 2012 na terenie budowy stacji trwał montaż tarcz TBM oraz prace przygotowujące konstrukcję stacji do pełnienia roli szybu startowego dla tych maszyn. 9 stycznia 2013 tarcze Wisła I i Wisła II zostały opuszczone na dno szybu. Rozpoczęły one drążenie tuneli odpowiednio 15 lutego i 20 marca 2013.
7 marca 2013 Rada m.st. Warszawy na mocy uchwały nadała stacji dotychczasowe oznaczenie i nazwę C15 Dworzec Wileński. 13 marca 2013 natomiast tarczom mającym za zadanie wydrążenie tuneli pod Wisłą nadano imiona – tarcza Wisła I otrzymała imię Krystyna, natomiast maszynę Wisła II nazwano Elisabetta.
W kwietniu 2013 w obrębie stacji trwały prace wykończeniowe w pomieszczeniach technicznych na poziomie -1, natomiast w obiekcie torów odstawczych wykonano połowę docelowych słupów podtrzymujących strop. Rozpoczęto również budowę pierwszych wejść na teren stacji w okolicach pl. Wileńskiego.
7 maja 2013 termin realizacji inwestycji przesunięto z IV kwartału 2013 na 30 września 2014.
2 lipca 2013 wprowadzono nową organizację ruchu na pl. Wileńskim podyktowaną koniecznością połączenia obiektu stacji z obiektem torów odstawczych. Pod koniec września 2013 obiekty zostały połączone, rozpoczęto prace nad ostatnimi elementami korpusu stacji oraz prowadzono prace wykończeniowe na poziomie -1. Na początku grudnia 2013 dobiegał końca montaż torowiska w obiekcie torów odstawczych.
W styczniu 2014 rozpoczęto zasypywanie stropu stacji i torów odstawczych oraz prace związane z montażem torów i konstrukcją bankietów bocznych w tunelach szlakowych łączących stację z przystankiem Stadion Narodowy. Na przełomie kwietnia i maja przystanek autobusowy w kierunku Marek został przesunięty z okolic centrum handlowego Warszawa Wileńska bliżej stacji Warszawa Wileńska oraz rozpoczęto odtwarzanie układu komunikacyjnego ul. Targowej i al. „Solidarności”. Na początku maja trwały także prace wykończeniowe na poziomie antresoli i peronu pasażerskiego. W nocy z 7 na 8 lipca 2014 zamknięto dotychczasowe ulice al. „Solidarności” i przeniesiono ruch na docelową jezdnię północną. Do końca września trwały różne prace wykończeniowe. 2 października, z jednodniowym opóźnieniem wynikającym z awarii sterownika sygnalizacji świetlnej, została otwarta ul. Targowa.
29 czerwca 2014 na stacji miał miejsce Dzień Otwarty, natomiast 28 września 2014 dotarł do stacji, zmienił kierunek na torach odstawczych i wyruszył w drogę powrotną do stacji C9 Rondo Daszyńskiego pociąg Siemens Inspiro o numerze 57 z władzami i dziennikarzami na pokładzie.
15 września 2019 roku otwarto następny odcinek linii M2 i Dworzec Wileński przestał pełnić rolę stacji końcowej.

### Odbiory techniczne i oddanie do użytku
30 września 2014 wykonawca centralnego odcinka II linii metra zgłosił inwestycję do odbiorów technicznych.
9 listopada 2014 miał miejsce Dzień Otwarty Metra, w ramach którego zwiedzający mogli zobaczyć wszystkie stacje centralnego odcinka II linii metra, w tym Dworzec Wileński.
13 lutego 2015 Wojewódzki Inspektor Nadzoru Budowlanego wydał pozwolenie na użytkowanie stacji.
8 marca 2015 o godz. 9:30 stacja została uruchomiona wraz z całym centralnym odcinkiem linii M2.

## Lokalizacja

### Położenie

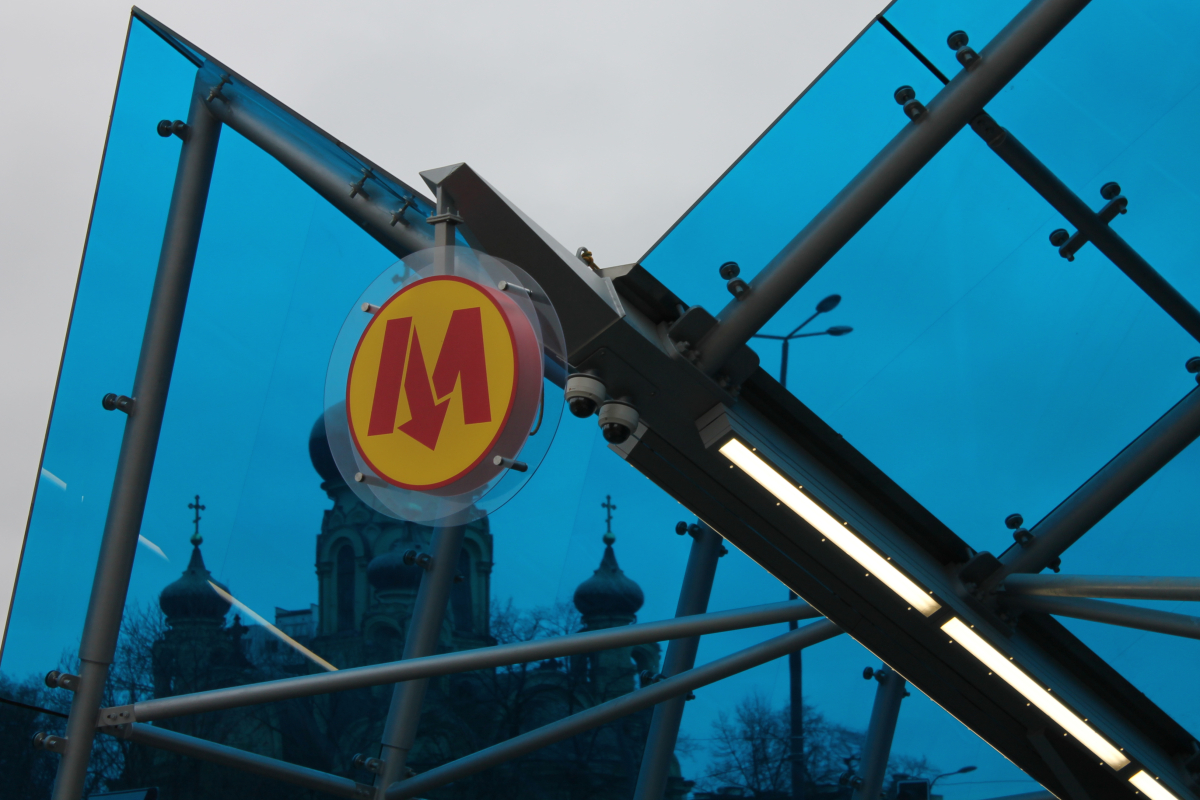
Wejście na stację na tle cerkwi

Stacja C15 Dworzec Wileński leży w dzielnicy Praga-Północ. Zlokalizowana jest pod ul. Targową, pomiędzy al. „Solidarności” i ul. Białostocką. Jest to najpłytsza stacja centralnego odcinka II linii warszawskiego metra, której peron znajduje się na głębokości 13 m.
Stacja posiada łącznie 13 wejść i 11 wind. Na głowicę zachodnią stacji prowadzą 2 wejścia i 2 windy po obydwu stronach ul. Targowej oraz 1 wejście z wysepki tramwajowej. Na wschodnią stronę natomiast prowadzi 6 wejść i 5 wind zlokalizowanych na narożnikach skrzyżowania Targowej z „Solidarności”, 1 wejście przy stacji kolejowej Warszawa Wileńska oraz 3 wejścia i 3 windy na przystankach tramwajowych.
Stacja jest ostatnią stacją centralnego odcinka linii M2 i do września 2019 roku pociągi kończyły tam bieg. Do poprzedniej stacji C14 Stadion Narodowy prowadzi tunel północny o długości 811 m i tunel południowy o długości 819 m. Odległość między osiami tych dwóch stacji wynosi 957 m. Następną stacją jest C16 Szwedzka w północno-wschodnim odcinku linii M2.

### Otoczenie
- Centrum handlowe Galeria Wileńska
- Stacja kolejowa Warszawa Wileńska

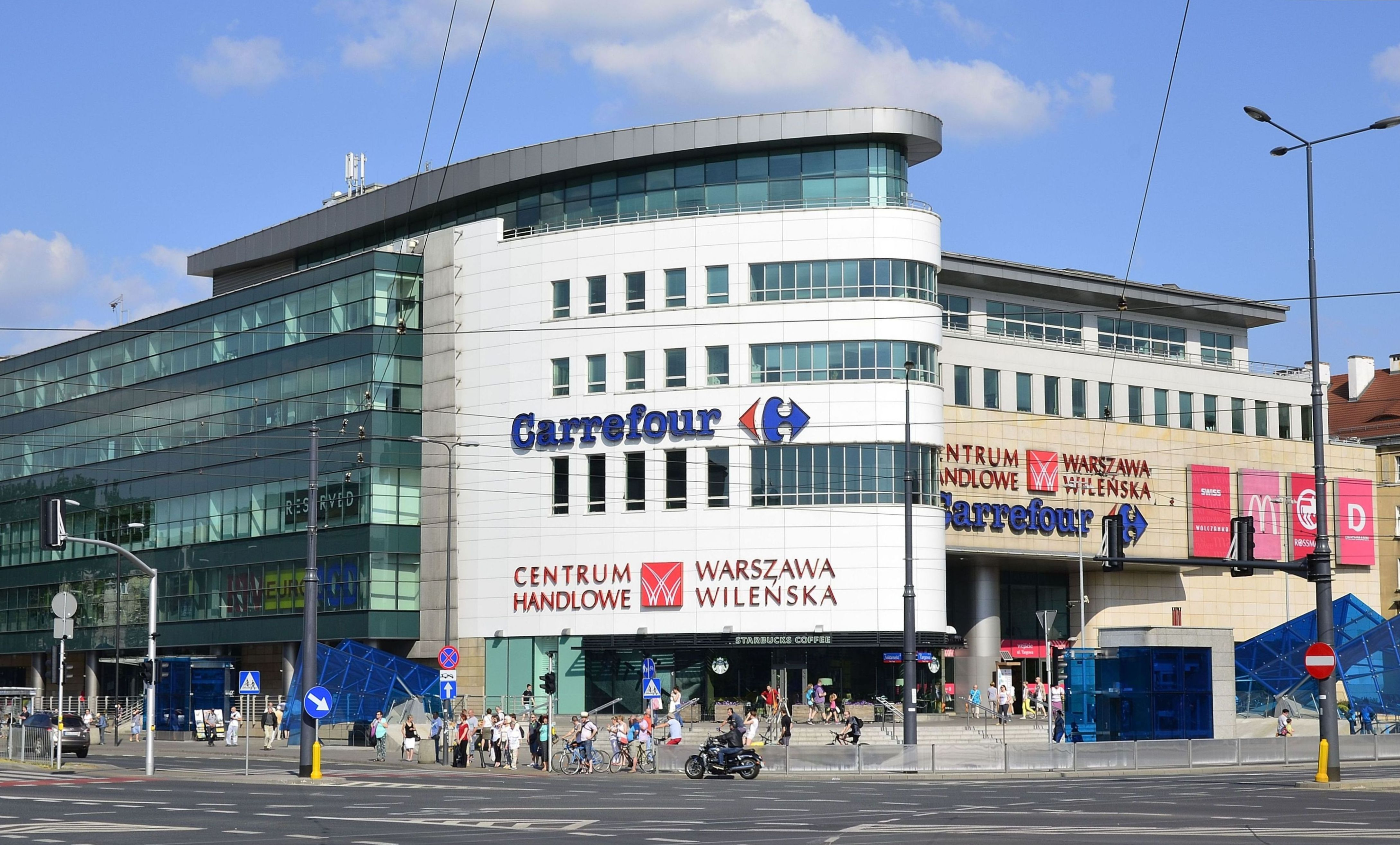
Galeria Wileńska, przed budynkiem widoczne niebieskie wejścia do metra

- Budynek Dyrekcji Kolei Państwowych
- Sobór metropolitalny św. Marii Magdaleny
- Park Praski

### Połączenia komunikacyjne
W okolicach stacji znajduje się zespół przystankowy Dworzec Wileński. Bezpośrednio nad stacją po zachodniej stronie ul. Targowej oraz na północ od placu po wschodniej stronie tej ulicy ulokowano po jednym przystanku autobusowym i jednym przystanku tramwajowym. Przy al. „Solidarności” po zachodniej stronie placu znajdują się dwa przystanki autobusowe i jeden tramwajowy, a po wschodniej jeden przystanek autobusowy przy centrum handlowym Galeria Wileńska oraz jeden przystanek dla autobusów przewoźników prywatnych przy stacji kolejowej Warszawa Wileńska. Stacja ta jest obsługiwana przez pociągi Kolei Mazowieckich linii R60 kursujące do stacji Wołomin i Tłuszcz. Ponadto przy ul. Wileńskiej ulokowano po dwa przystanki dla autobusów miejskich i prywatnych, a przy ul. Jagiellońskiej po północnej stronie al. „Solidarności” są dwa przystanki tramwajowe.
Na północ od stacji, przy cerkwi św. Marii Magdaleny, zlokalizowana jest stacja Veturilo. 13 maja 2016 przy ul. Targowej, nieopodal jednego z wejść na stację, otwarto dwumiejscową strefę Kiss and Ride.

## Wygląd

### Stacja

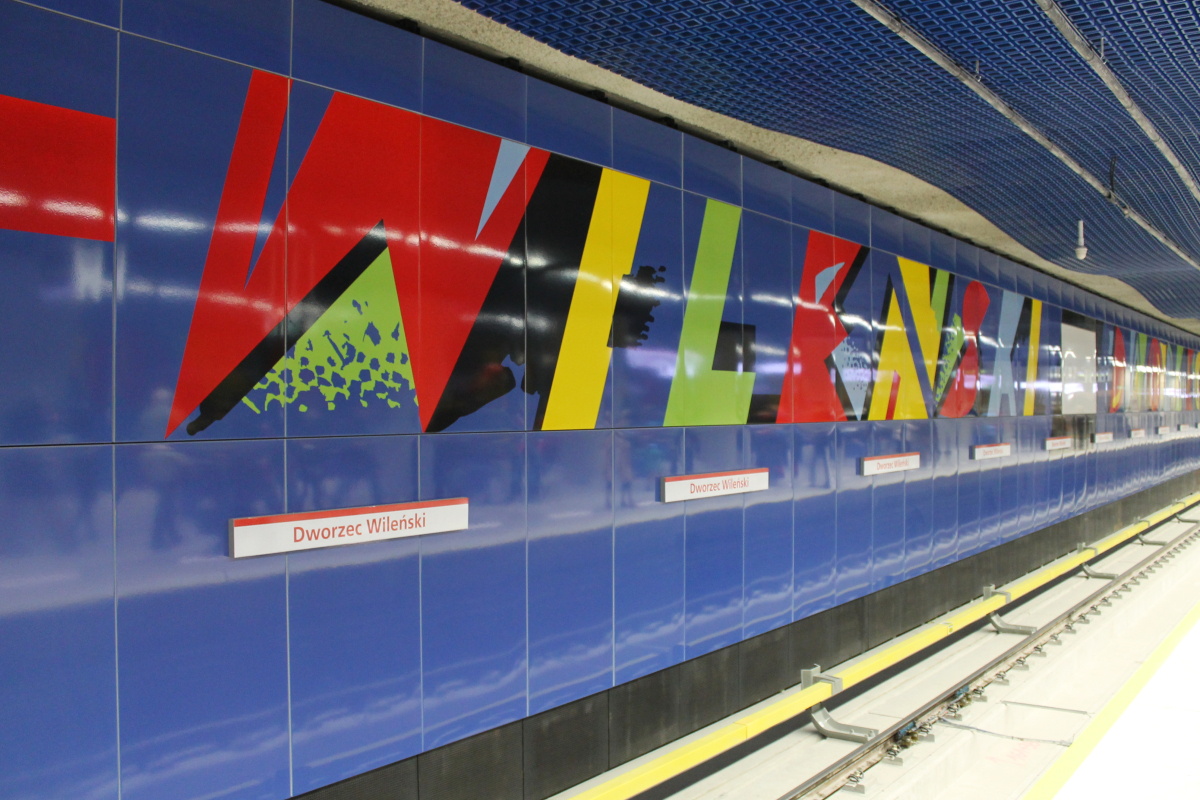
Ściana zatorowa

Korpus stacji ma długość 127,5 m i maksymalną szerokość 22,6 m. Kubatura obiektu wynosi 145 168 m³, natomiast jej powierzchnia to 18 512 m².
Na poziomie -1 zlokalizowano pasaż handlowy oraz hale odpraw, a pomiędzy nimi pomieszczenia technologiczne. Z hal odpraw na peron pasażerski prowadzą schody stałe, natomiast w przeciwnym kierunku schody ruchome. Na antresoli posadzki wyłożono szarym granitem, a ściany czarnym bazaltem. Podświetlenie stanowią mleczne podświetlane panele. W jednym z lokali po północnej stronie antresoli powstał Punkt Obsługi Pasażerów ZTM. Jest on utrzymany w szaro-czerwonej kolorystyce z elementami czerni. Pomieszczenie jest największe spośród wszystkich powstałych na centralnym odcinku linii M2 placówek tego typu – posiada powierzchnię 270 m² oraz jest wyposażone w 8 stanowisk, z których jedno ma obniżony blat i jest dostosowane do obsługi osób poruszających się na wózkach inwalidzkich. Ponadto w punkcie dostępny jest tłumacz języka migowego oraz powstał kącik dla dzieci.
Kolorem przewodnim obiektu jest granatowy. Utrzymane są w nim szklane wejścia w kształcie motyli, podwieszany sufit w postaci metalowych kubików ułożonych w falę oraz ściany zatorowe z grafikami autorstwa Wojciecha Fangora. Peron o długości 120 m i szerokości 11 m wyłożono granitem. Znajdują się na nim słupy kielichowe.

### Tory odstawcze

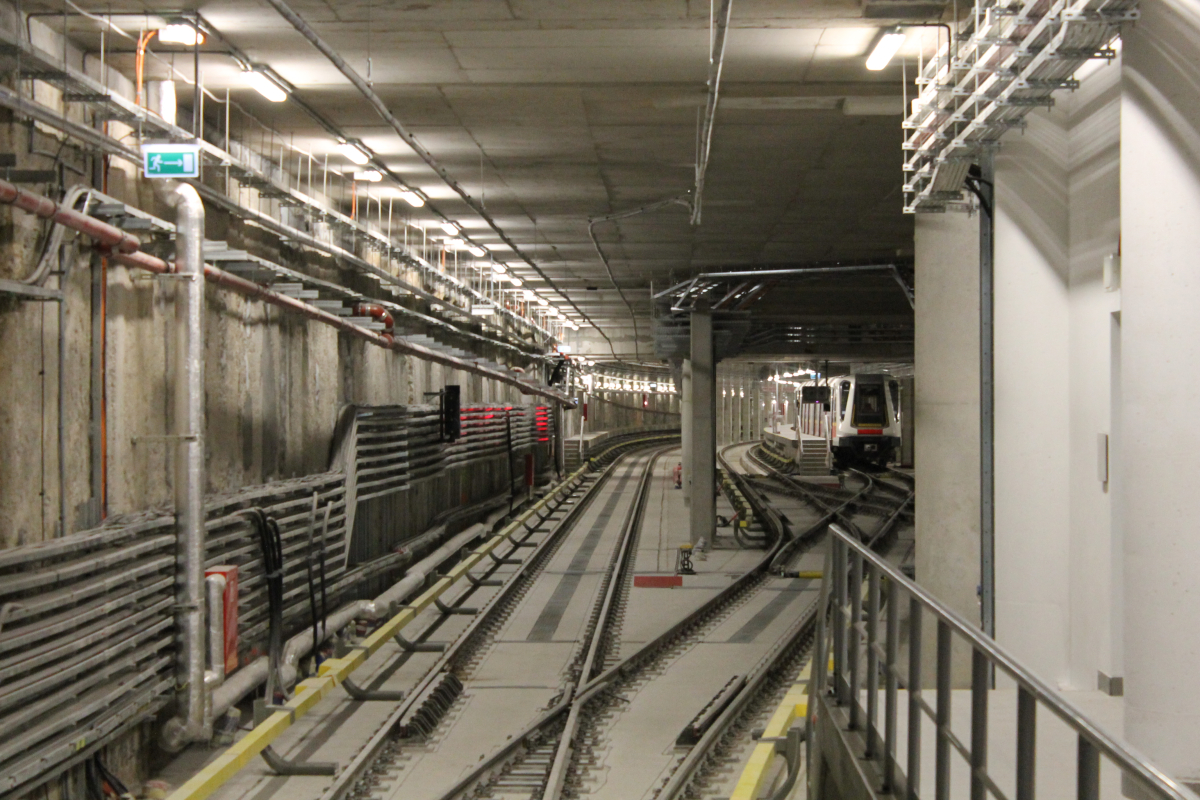
Tory odstawcze

Między pl. Wileńskim a ul. 11 Listopada znajduje się obiekt torów odstawczych połączony ze stacją po stronie wschodniej. Na poziomie -1 obiektu znajdują się pomieszczenia technologiczne, natomiast na poziomie -2 właściwe tory odstawcze.
Tory umożliwiają zmianę czoła pociągów oraz odstawienie dwóch składów w rezerwie bądź w przerwie nocnej. Pomiędzy torami usytuowany jest peron technologiczny o szerokości 1,5 m, natomiast po bokach tymczasowe perony boczne, które pozwalają również na mycie i sprzątanie wagonów.
Tory zostały zaprojektowane tak, by umożliwić przedłużenie linii w stronę Targówka.

## Liczba pasażerów

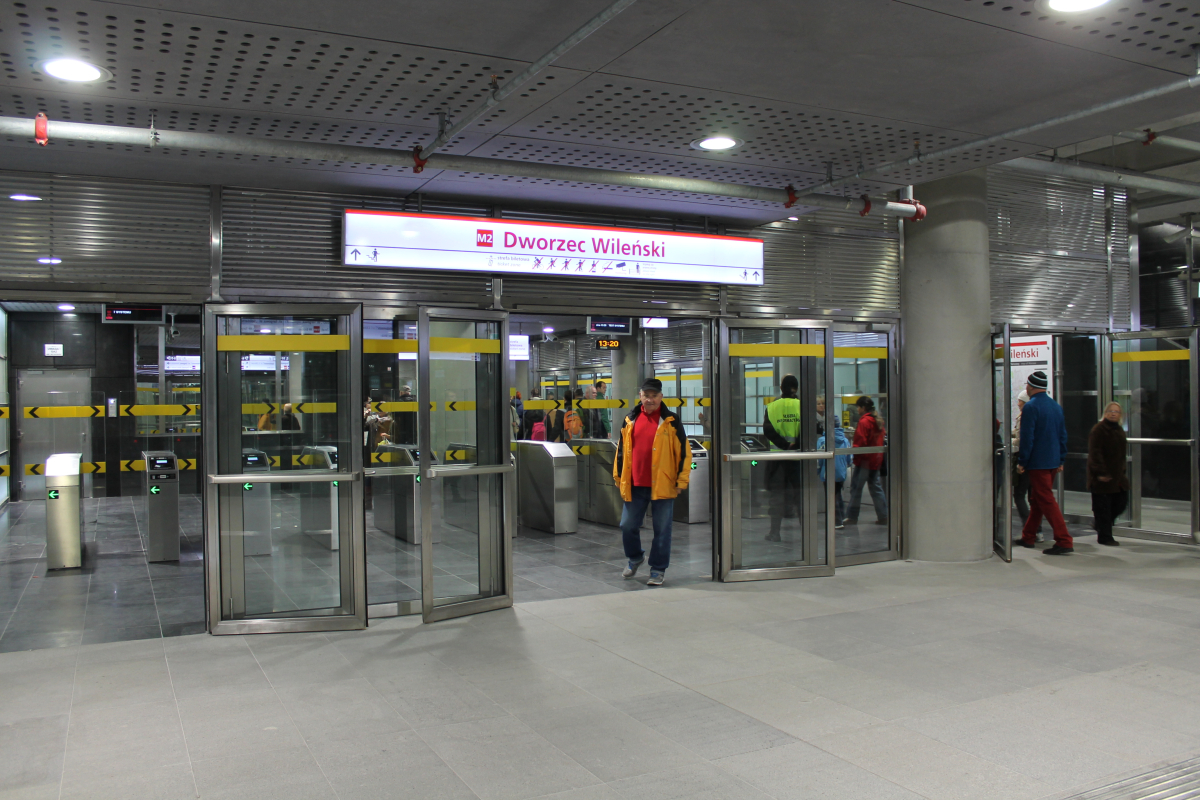
Wschodnia hala odpraw

8 marca 2015, w dniu uruchomienia linii M2, przejazdy nią były bezpłatne i liczbę pasażerów, którzy w ciągu tego niepełnego dnia eksploatacji skorzystali ze wszystkich stacji razem, oszacowano na około 233 tys. W kolejnych dniach użytkowania dokonano pomiarów na każdej ze stacji z osobna i według danych z liczników bramek biletowych wynika, że stacja jest najpopularniejszym przystankiem na całej linii.
Pod koniec maja 2015, po niespełna trzech miesiącach eksploatacji, liczba pasażerów na linii M2 ustabilizowała się. W ostatnim tygodniu maja 2015 zanotowano wzrost przewozów związany z finałem Ligi Europy, który rozegrano 27 maja na Stadionie Narodowym. Na początku czerwca 2015 stacja była najpopularniejszą stacją na całym odcinku.